# Slowakisches Technisches Museum

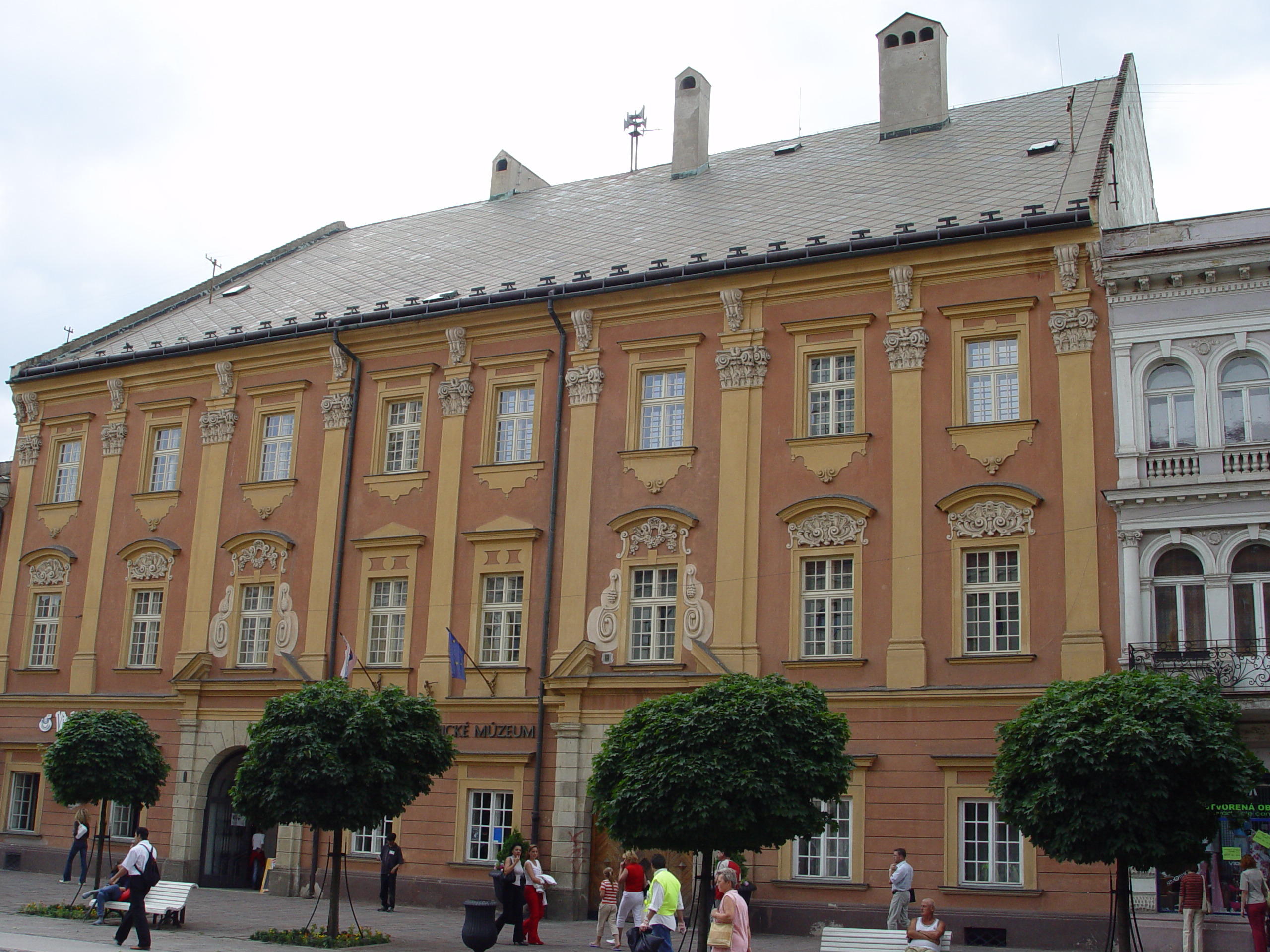
Hauptgebäude

Das Slowakische Technische Museum (slowakisch Slovenské technické múzeum, Abkürzung STM) ist ein Technisches Museum mit Hauptsitz in der ostslowakischen Stadt Košice und weiteren Zweigstellen in der Slowakei. Es dokumentiert die Entwicklung der Wissenschaft und Technik auf dem Gebiet der Slowakei sowie slowakische Beiträge in der Welt. Das Museum wurde im Jahre 1947 gegründet und ein Jahr später der Öffentlichkeit zugänglich gemacht, damals unter dem Namen Technické múzeum. 1983 erhielt es den aktuellen Namen.
Im Hauptgebäude an der Straße Hlavná in Košice sind Ausstellungen zu Bergbau und Metallurgie, Vermessungs-, Telekommunikations-, Zahn- und Schreibmaschinentechnik und allgemeinbildende und teilweise auch kindergerecht gestaltete Präsentationen zu Physik (Optik), Chemie und Astronomie (mit einem Planetarium), sowie eine Ausstellung, die sich mit Beiträgen von Aurel Stodola befasst, untergebracht.

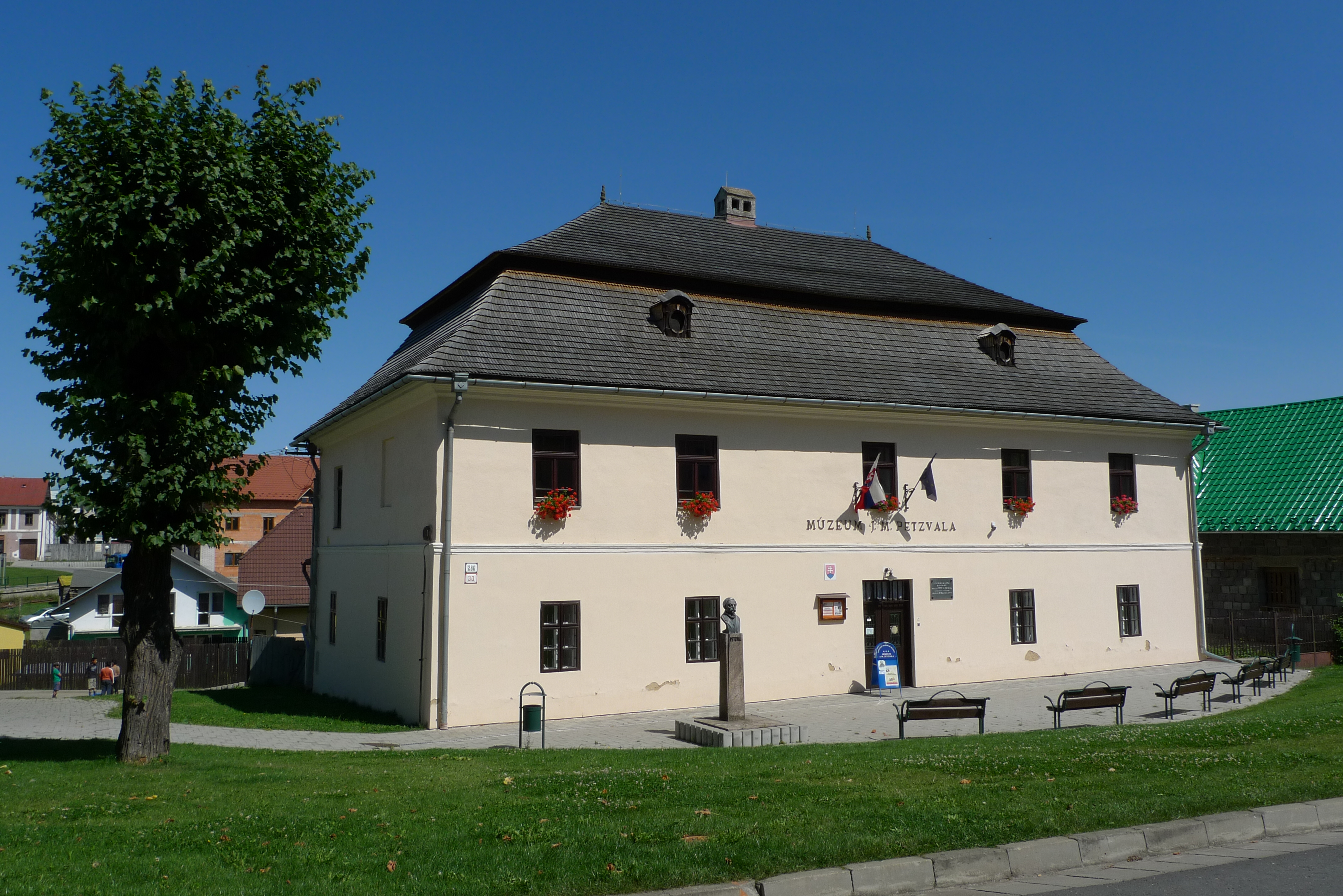
Zweigstelle in Spišská Belá

## Zweigstellen
- Luftfahrtmuseum am Flughafen Košice
- Verkehrsmuseum in Bratislava
- Uhrenmuseum im Landschloss von Budimír
- Hammerwerk in Medzev
- Kinematographische Sammlung der Familie Schuster in Medzev
- Schmiedeesse in Moldava nad Bodvou
- Solivar bei Prešov
- Josef-Maximilian-Petzval-Museum in Spišská Belá
- Geschichte des Bergbaus in der Zips in Spišská Nová Ves
- Hochofen in Vlachovo